# Andriej Kondratienko
Andriej Pawłowicz Kondratienko (ros. Андрей Павлович Кондратенко, ur. 6 września?/18 września 1898 we wsi Bridok w guberni połtawskiej, zm. 10 października 1989 w Połtawie) – radziecki i ukraiński polityk, przewodniczący Komitetu Wykonawczego Rady Obwodowej w Sumach (1953–1959).

## Życiorys
Po ukończeniu szkoły rolniczej pracował jako agronom, był przewodniczącym komitetu biedoty i przewodniczącym rady wiejskiej w guberni połtawskiej. Od 1925 w RKP(b)/WKP(b), sekretarz komórki KP(b)U, kierownik wydziału kulturalno-oświatowego rejonowego komitetu KP(b)U, I sekretarz rejonowego komitetu KP(b)U w obwodzie charkowskim. Od 1933 zastępca sekretarza i II sekretarz rejonowego komitetu WKP(b) w obwodzie karagandzkim, w 1938 I sekretarz rejonowego komitetu Komunistycznej Partii (bolszewików) Kazachstanu w obwodzie karagandzkim, w latach 1938–1940 szef obwodowego oddziału rolniczego w Karagandzie, 1940–1944 II sekretarz Komitetu Obwodowego KP(b)K w Karagandzie, w 1944 zastępca kierownika Wydziału Sowchozów KC KP(b)K, 1944–1950 I sekretarz Tałdykorgańskiego Komitetu Obwodowego KP(b)K. Od stycznia 1950 do listopada 1953 I sekretarz Komitetu Obwodowego KP(b)U/KPU w Sumach, od listopada 1953 do 1959 przewodniczący Komitetu Wykonawczego Rady Obwodowej KP(b)U w Sumach, w latach 1959–1963 zastępca przewodniczącego Komitetu Wykonawczego Rady Obwodowej w Połtawie, 1963–1964 przewodniczący komisji partyjnej Wiejskiego Komitetu Obwodowego KPU w Połtawie.
Odznaczony trzema Orderami Czerwonego Sztandaru Pracy i Orderem Wojny Ojczyźnianej I klasy.